# Odontodes ferruginea
Odontodes ferruginea är en fjärilsart som beskrevs av Walker 1869. Odontodes ferruginea ingår i släktet Odontodes och familjen nattflyn. Inga underarter finns listade i Catalogue of Life.